# Yosialina similis
Genre
Espèce
Synonymes
- Lobelia similis Yosii, 1954

Yosialina similis, unique représentant du genre Yosialina, est une espèce de collemboles de la famille des Neanuridae.

## Distribution
Cette espèce est endémique du Japon.

## Étymologie
Ce genre est nommé en l'honneur de Ryozo Yoshii.

## Publications originales
- Yosii, 1954 : Höhlencollembolen Japans I. Kontyu, vol. 20, no 3/4, p. 62-70.
- Salmon, 1964 : An index to the Collembola. Vols. 1 & 2. Bulletin Royal Society of New Zealand, no 7, p. 1-644.